# Content writer
Un webmaster content writer sau web content writer (redactor web) este o persoană specializată în realizarea conținutului unui site web, sau mai exact redactarea de articole. Fiecare site web are un anumit public țintă, sau o anumită audiență și necesită diferite tipuri de conținut. Articolele (sau conținutul) trebuie să conțină anumite cuvinte cheie care să atragă vizitatori pe site. Conținutul scris special pentru un site web ar trebui să se refere la un anumit subiect sau topic de discuție. Acesta ar trebui să fie cât mai util vizitatorilor, să fie cât mai complet și ușor de citit și de înțeles.
Articolele scrise de un content writer de obicei sunt realizate pentru a descrie un produs, pentru a ajuta campania de marketing sau cu scopul de a convinge vizitatorii să cumpere un produs. În schimb, unele site-uri sunt pur informaționale și nu vând produse, iar conținutul este creat doar pentru a ajuta vizitatorii. În acest caz, conținutul web ar trebui să fie util și scris într-o formă în care să fie înțeles ușor. Un content writer poate fi webmaster (caz în care se ocupă și cu administrarea unui site, nu doar cu scrierea conținutului) sau freelancer (caz în care este plătit pentru a scrie articole, însă o face ocazional și nu se ocupă cu administrarea site-ului unde este publicat conținutul).

## Sarcinile unui content writer
În ultima vreme a crescut cererea și oferta de content writeri, deoarece firmele au înțeles beneficiile conținutului de calitate, și apelează la un content writer profesionist pentru a le ajuta să obțină mai mulți vizitatori pe propriile saituri. Un conținut de calitate se poate traduce în mai mulți vizitatori, mai multi clienți și implicit un profit mai mare. "Sunt multe persoane și firme care au nevoie de autori, de colaboratori care să redacteze articole. Aceștia apelează la freelanceri, sau content writeri tocmai pentru că este ușor să găsești online oferte, decât să angajezi cu carte de muncă pe cineva",  asta datorită beneficiilor outsourcing-ului.
Proprietarii unui site sau firmele angajează content writeri să se ocupe cu următoarele lucruri:
1. să verifice cuvinte cheie, să genereze cuvinte cheie ce ar putea reprezenta termeni de căutare în motoarele de căutare.
2. să redacteze articole pornind de la cuvintele cheie sau să scrie articole despre un anumit subiect/produs.
3. să se documenteze pentru un anumit domeniu, să învețe despre subiectul articolului, să identifice probleme și să găsească soluții la eventuale probleme ale vizitatorilor sau clienților.
4. să creeze sau să editeze conținutul pentru a informa vizitatorul, pentru a vinde serviciile/produsele firmei, și să convertească vizitatorul în client (necesită abilități copywriting)
5. să producă conținut interesant pentru vizitatori ce îi va face să rămână mai mult timp pe un site, sau să îl distribuie mai departe
6. să creeze conținut optimizat pentru motoarele de căutare, care să ajute firma în campania de SEO (search engine optimization)

## Tipuri de content writeri
Un content writer este cunoscut și sub alte denumiri: redactor seo - o persoană care este specializată în redactarea de articole optimizate pentru motoarele de căutare, copywriter - o persoană care scrie articole având în minte factori de estetică și destinat marketingului, sau convingerea unui vizitator să fie convertit în client, ghost writer - o persoană care transferă drepturile de autor odată cu vânzarea conținutului, și nu va fi recunoscut drept autor. Un content writer poate fi și guest blogger, care redactează conținut nu pentru bani, ci în schimbul unui hyperlink, sau pentru a-și crește brandul și autoritatea într-un domeniu prin precizarea în articol a numelui.

## Unde activează un content writer
Un content writer în general funcționează în regim de tip freelance, acesta activând pe mai multe platforme speciale de acest gen, în România există un singur tip de platformă din acest gen: PenMan.ro[nefuncțională – arhivă]
. 
Ei pot să își procure lucrările și în regim propriu, având o bază de clienți deja construită